# Phyllachora myrciae-rostratae
Phyllachora myrciae-rostratae är en svampart som beskrevs av Viégas 1944. Phyllachora myrciae-rostratae ingår i släktet Phyllachora och familjen Phyllachoraceae.   Inga underarter finns listade i Catalogue of Life.